# 林家染語楼
林家 染語楼（はやしや そめごろう）は、上方落語の名跡。五代目追贈以降は空き名跡となっている。なお、初代は林家染五郎であるが、便宜上、この項に含める。旧字体は「林家染語樓」と表記。
- 初代林家染五郎 - 本項にて記述
- 二代目林家染語楼 - 後∶三代目林家染丸
- 三代目林家染語楼
- 四代目林家染語楼
- 五代目林家染語楼 - 林家市楼の死後に追贈された[1][2]。

初代 林家 染五郎（はやしや そめごろう、生没年不詳）は、落語家。
初め末廣家扇蝶門下で扇笑。後に二代目林家染丸門下で染五郎を名乗る。活躍時期は明治末から昭和期、上方落語の衰退期には三代目立花家千橘と軽口を組んでいた。本名、享年とも不詳。